# Чебуриха
Чебуриха — поселок в Рубцовском районе Алтайского края. Входит в состав Дальнего сельсовета.

## История
Основано в 1919 г. В 1928 г. совхоз Рубцовский №4 состоял из 7 хозяйств, основное население — русские. В составе Надеждинского сельсовета Рубцовского района Рубцовского округа Сибирского края. В 1931 г. заимка Чибурихинский состояла из 45 хозяйств, отделение совхоза Овцевод.

## Население
| 1926 | 1931 | 1997 | 1998 | 1999 | 2000 |
| ---- | ---- | ---- | ---- | ---- | ---- |
| 27   | ↗80  | ↗165 | ↘156 | ↘147 | ↘145 |
| 2001 | 2002 | 2003 | 2004 | 2005 | 2006 |
| ↘136 | ↘133 | ↘130 | ↗131 | ↗139 | ↘126 |
| 2007 | 2008 | 2009 | 2010 | 2011 | 2012 |
| ↘94  | →94  | ↘91  | ↘79  | ↗82  | ↘69  |
| 2013 |      |      |      |      |      |
| ↘65  |      |      |      |      |      |